# Полк (окръг, Минесота)
Вижте пояснителната страница за други значения на Полк.
Окръг Полк (на английски: Polk County) е окръг в щата Минесота, Съединени американски щати. Площта му е 5175 km², а населението - 30 776 души. Административен център е град Крукстън.